# Économie de la Grenade

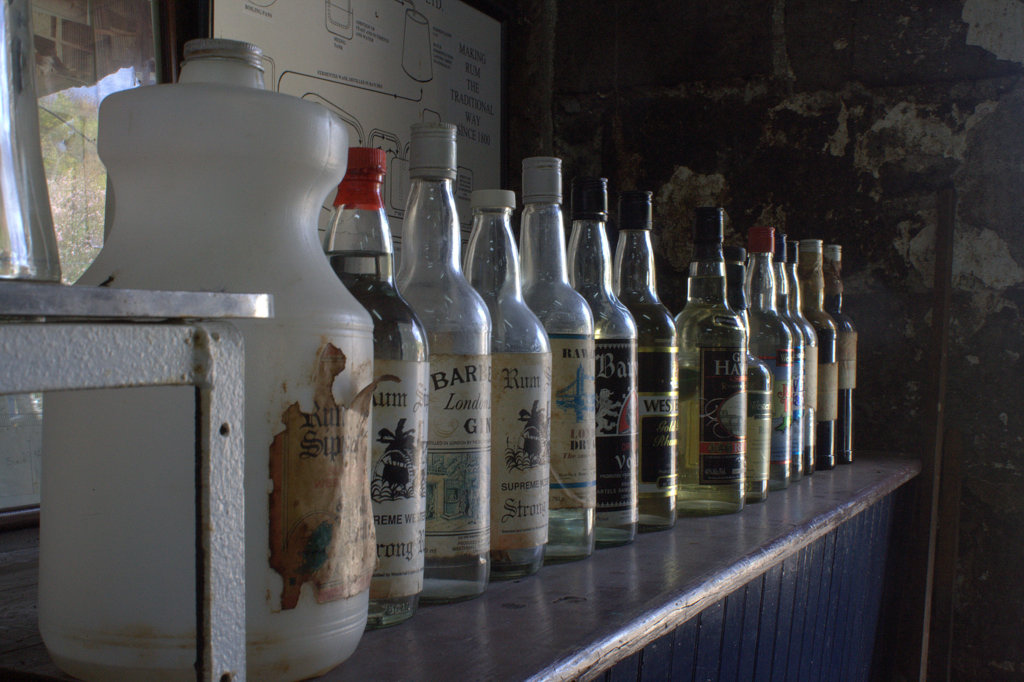
Certains des types de rhum produits par la Westerhall Estate Rum Distillery. Ils fabriquent toujours du rhum à la Grenade, mais en raison des coûts liés à la récolte manuelle de la canne à sucre dans son paysage vallonné, ils importent désormais du jus de canne d'autres îles plus plates des Antilles où les machines peuvent être utilisées plus efficacement pour réduire les coûts.

L'économie de la Grenade repose principalement sur l'agriculture et le tourisme. La culture de la noix de muscade dont l'île est de le deuxième producteur mondial a supplanté celle de la canne à sucre.

## Histoire
Le 7 septembre 2004, l'ouragan Ivan a dévasté la Grenade.
Ainsi, 90 % des habitations ou immeubles ont été détruits. Plus de 90 % des bateaux ancrés régulièrement ou réfugiés à la Grenade pour échapper à Ivan ont coulé ou ont été fort endommagés. 
Ivan, cyclone de force 5 (« catastrophique », le maximum sur l'échelle de Saffir-Simpson) a tué 37 personnes, en a blessé 500 autres et a laissé 60 000 personnes sans logement. Il fut le plus redoutable à frapper les Caraïbes en un demi-siècle.
Le 14 septembre 2004, la Commission européenne a octroyé une aide financière d'environ 1,5 million d'euros en faveur des victimes de la Grenade.
En 2005, la Grenade fut frappée une nouvelle fois par un ouragan (Emily, 14 juillet), causant quelque 75 millions d'euros de dommages.